# Fußball-Weltmeisterschaft der Frauen 2011/Australien
Dieser Artikel behandelt die Australische Fußballnationalmannschaft der Frauen bei der Fußball-Weltmeisterschaft der Frauen 2011 in Deutschland. Australien lag vor der WM auf Platz 11 der FIFA-Weltrangliste und nahm seit 1995 an allen Weltmeisterschaften teil, schied aber bei den ersten drei Teilnahmen nach der Vorrunde aus. 2007 war im Viertelfinale gegen den späteren Vizeweltmeister Brasilien Endstation. 1995 bis 2003 nahm man als Vertreter Ozeaniens teil, seit 2007 als Vertreter Asiens.

## Qualifikation
Australien qualifizierte sich als erstes Land nach Gastgeber Deutschland als Sieger der Fußball-Asienmeisterschaft der Frauen 2010 für die Endrunde. Bereits durch den Sieg im Halbfinale wurde die Qualifikation gesichert. Im Finale wurde Nordkorea im Elfmeterschießen bezwungen. Erfolgreichste Torschützin für Australien war Sam Kerr mit 2 Toren.

### Der Weg zur WM
Die Meisterschaft fand im Mai 2010 in China statt. Australien war als eine der fünf stärksten Nationalmannschaften für die Endrunde gesetzt und somit automatisch qualifiziert. Die Vorrunde wurde im Ligasystem ausgetragen.

#### Vorrunde
| Rang | Land                | Tore | Punkte |
| ---- | ------------------- | ---- | ------ |
| 1    | Volksrepublik China | 6:0  | 7      |
| 2    | Australien          | 5:2  | 6      |
| 3    | Südkorea            | 6:3  | 4      |
| 4    | Vietnam             | 0:12 | 0      |

| 19. Mai 2010 in Chengdu (Chengdu Sports Center)   |   |            |           |
| Australien                                        | – | Vietnam    | 2:0 (1:0) |
| 21. Mai 2010 in Chengdu (Chengdu Sports Center)   |   |            |           |
| Südkorea                                          | – | Australien | 1:3 (0:0) |
| 23. Mai 2010 in Chengdu (Chengdu Sports Center)   |   |            |           |
| China                                             | – | Australien | 1:0 (1:0) |
| 23. Mai 2010 in Chengdu (Shuangliu Sports Center) |   |            |           |

### Halbfinale
| 27. Mai 2010 in Chengdu | Japan | – | Australien | 0:1 (0:1) |

## Kader für die WM
Am 8. Mai 2011 wurde ein Kader für zwei Testspiele gegen Neuseeland am 12. und 15. Mai benannt. Erfahrenste Spielerin ist Heather Garriock, die bereits 2003 und 2007 zum Einsatz kam. Alle Spielerinnen spielen bei australischen Vereinen in der W-League. Heather Garriock spielte aber auch bei verschiedenen Vereinen im Ausland. als auch des schwedischen Vereins LdB FC Malmö gezeigt. Gleiches gilt für Lisa De Vanna, die sowohl auf der Webseite von MagicJack als auch Brisbane Roar. Am 1. Juni wurde ein vorläufiger 24-köpfiger WM-Kader benannt. Aus dem Kader der Testspiele gegen Neuseeland wurden Kylie Ledbrook und Sarah Walsh gestrichen, die suspendierte Lisa De Vanna wurde wieder berücksichtigt. Der endgültige Kader wurde am 8. Juni bekannt gegeben werden. Unberücksichtigt blieben Catherine Cannuli, Aivi Luik und Thea Slatyer. Die Spielerinnen haben eine Durchschnittsgröße von 1,70 m, wobei Lisa De Vanna mit 1,56 m die kleinste und Laura Alleway mit 1,86 m die größte Spielerin ist. Casey Dumont ist mit 1,85 m die größte Torhüterin im Turnier.
| Nr.                     | Spieler              | Geburtsdatum | Verein                        | Länderspiele | Länderspieltore | WM-Spiele      | WM 2011 | WM 2011 | WM 2011      | WM 2011          | WM 2011     | WM 2011 |
|                         |                      |              |                               |              |                 |                | Sp.     | Tore    | Gelbe Karten | Gelb-Rote Karten | Rote Karten |         |
| Tor                     | Tor                  | Tor          | Tor                           | Tor          | Tor             | Tor            | Tor     | Tor     | Tor          | Tor              | Tor         | Tor     |
| ----------------------- | -------------------- | ------------ | ----------------------------- | ------------ | --------------- | -------------- | ------- | ------- | ------------ | ---------------- | ----------- | ------- |
| 1                       | Melissa Barbieri     | 20.01.1980   | Melbourne Victory             | 080          | 0               | 5 (2003, 2007) | 3       | 0       | 0            | 0                | 0           |         |
| 18                      | Lydia Williams       | 13.05.1988   | Canberra United               | 026          | 0               | 0 (2007)       | 1       | 0       | 0            | 0                | 0           |         |
| 21                      | Casey Dumont         | 25.01.1992   | Brisbane Roar                 | 0            | 0               |                | 0       | 0       | 0            | 0                | 0           |         |
| Abwehr                  |                      |              |                               |              |                 |                |         |         |              |                  |             |         |
| 2                       | Teigen Allen         | 12.02.1994   | Sydney FC                     | 09           | 0               |                | 1       | 0       | 0            | 0                | 0           |         |
| 3                       | Kim Carroll          | 02.09.1987   | Brisbane Roar                 | 044          | 02              |                | 4       | 0       | 0            | 0                | 0           |         |
| 5                       | Laura Alleway        | 28.11.1989   | Brisbane Roar                 | 04           | 0               | 1 (2007)       | 1       | 0       | 0            | 0                | 0           |         |
| 6                       | Ellyse Perry         | 03.11.1990   | Canberra United               | 015          | 02              |                | 1       | 1       | 0            | 0                | 0           |         |
| 8                       | Elise Kellond-Knight | 10.08.1990   | Brisbane Roar                 | 025          | 0               |                | 4       | 0       | 0            | 0                | 0           |         |
| 10                      | Servet Uzunlar       | 03.08.1989   | Sydney FC                     | 026          | 01              |                | 4       | 0       | 0            | 0                | 0           |         |
| Mittelfeld              |                      |              |                               |              |                 |                |         |         |              |                  |             |         |
| 4                       | Clare Polkinghorne   | 01.02.1989   | Brisbane Roar                 | 049          | 03              | 1 (2007)       | 4       | 0       | 0            | 0                | 0           |         |
| 7                       | Heather Garriock     | 21.12.1982   | Sydney FC / LdB FC Malmö      | 125          | 20              | 7 (2003, 2007) | 4       | 0       | 2            | 0                | 0           |         |
| 12                      | Emily van Egmond     | 12.07.1993   | Canberra United               | 08           | 01              |                | 3       | 1       | 0            | 0                | 0           |         |
| 13                      | Tameka Butt          | 16.06.1991   | Brisbane Roar                 | 023          | 01              |                | 2       | 0       | 0            | 0                | 0           |         |
| 14                      | Collette McCallum    | 26.03.1986   | Perth Glory                   | 068          | 09              | 4 (2007)       | 4       | 0       | 0            | 0                | 0           |         |
| 15                      | Sally Shipard        | 20.10.1987   | Canberra United               | 057          | 04              | 3 (2007)       | 3       | 0       | 0            | 0                | 0           |         |
| 16                      | Lauren Colthorpe     | 25.10.1985   | Brisbane Roar                 | 051          | 07              | 3 (2007)       | 1       | 0       | 0            | 0                | 0           |         |
| Angriff                 |                      |              |                               |              |                 |                |         |         |              |                  |             |         |
| 9                       | Caitlin Foord        | 11.11.1994   | Sydney FC                     | 05           | 01              |                | 3       | 0       | 0            | 0                | 0           |         |
| 11                      | Lisa De Vanna        | 14.11.1984   | Brisbane Roar / magicJack     | 071          | 25              | 4 (2007)       | 4       | 1       | 1            | 0                | 0           |         |
| 17                      | Kyah Simon           | 25.06.1991   | Sydney FC                     | 029          | 07              |                | 3       | 2       | 1            | 0                | 0           |         |
| 19                      | Leena Khamis         | 19.06.1986   | Sydney FC                     | 019          | 07              |                | 1       | 1       | 0            | 0                | 0           |         |
| 20                      | Sam Kerr             | 10.09.1993   | Perth Glory                   | 018          | 03              |                | 3       | 0       | 0            | 0                | 0           |         |
| Trainerstab             |                      |              |                               |              |                 |                |         |         |              |                  |             |         |
| Head Coach              | Tom Sermanni         | 01.07.1954   | Football Federation Australia |              |                 | 7 (1995, 2007) | 4       |         | 0            | 0                | 0           |         |
| Co-Trainer              | Robert Hooker        | 06.03.1967   |                               |              |                 |                | 4       |         | 0            | 0                | 0           |         |
| Torwart-Trainer         | Paul Jones           | 11.05.1966   |                               |              |                 |                | 4       |         | 0            | 0                | 0           |         |
| Anmerkungen:1. 2. 3. 4. |                      |              |                               |              |                 |                |         |         |              |                  |             |         |

## Vorbereitung
Zur Vorbereitung auf das Turnier wurden zwei Freundschaftsspiele in Australien gegen Neuseeland ausgetragen. Die Anreise nach Deutschland erfolgt am 14. Juni. Am 15. Juni traf die Mannschaft in Deutschland ein und bezog ihr Quartier in Göttingen. In Deutschland bestreitet die Mannschaft dann noch zwei Testspiele gegen die WM-Teilnehmer Mexiko und England.
| Datum         | Ort                     | Gegner     | Ergebnis  | Torschützen                                                                              |
| ------------- | ----------------------- | ---------- | --------- | ---------------------------------------------------------------------------------------- |
| 12. Mai 2011  | Gosford                 | Neuseeland | 3:0 (1:0) | Caitlin Foord, Kyah Simon, Leena Khamis                                                  |
| 15. Mai 2011  | Gosford                 | Neuseeland | 2:1 (1:1) | Catherine Cannuli, Collette McCallum; Hannah Wilkinson                                   |
| 20. Juni 2011 | Göttingen (Deutschland) | Mexiko     | 3:2 (2:2) | Lauren Colthorpe, Sally Shipard, Kyah Simon; Mónica Ocampo, Maribel Domínguez (Elfmeter) |
| 23. Juni 2011 | Wolfsburg (Deutschland) | England    | 2:0 (2:0) | Collette McCallum (2)                                                                    |

## Gruppenspiele
In Gruppe D trafen die Australierinnen in ihrem ersten Spiel auf den Südamerikameister 2010 und Vizeweltmeister Brasilien. Australien begann forsch und hatte schon in der 6. Minute eine erste Torgelegenheit. In der Folge erspielte sich Australien ein Übergewicht und ließ die höher eingeschätzten Brasilianerinnen kaum ins Spiel kommen. Beim Abschluss fehlte den Matiladas aber die Genauigkeit. Auch in der 2. Halbzeit hatte Australien mehr vom Spiel, aber in der 54. Minute fiel überraschend das 1:0 für Brasilien durch Rosana, die sich im Strafraum gegen mehrere Australierinnen durchsetzen konnte. Bis zum Ende der Partie drängten die Australierinnen auf den Ausgleich, konnten aber selbst beste Chancen nicht verwerten. Es war die sechste Niederlage – bei drei Siegen – gegen Brasilien für die Australierinnen.
In ihrer zweiten Partie trafen die Australierinnen erstmals auf den Zweiten der Afrikameisterschaft von 2010 und WM-Neuling Äquatorialguinea. Der australische Trainer hatte die komplette rechte Seite seiner Mannschaft umgestellt sowie die Kapitänin und Stammtorhüterin Melissa Barbieri durch Lydia Williams ersetzt. Neue Spielführerin war Collette McCallum, die im Mittelfeld die Bälle klug verteilte und auch bei Freistößen sehr gefährlich war. Von Beginn an setzten die Matildas den WM-Neuling unter Druck und in der 8. Minute konnte Leena Khamis abstauben als die Torhüterin von Äquatorialguinea den Ball nicht festhalten konnte. In der Folgezeit drängte Australien auf das 2:0 und sie hatten Pech, dass die ungarische Schiedsrichterin Gyöngyi Gaál in der 16. Minute übersah, dass Bruna einen vom Pfosten abgeprallten Ball in die Hand nahm. Aber völlig überraschend fiel der 1:1-Ausgleich als Genoveva Añonma der australischen Verteidigerin Servet Uzunlar den Ball abnehmen und auch noch Williams ausspielen konnte. In der zweiten Halbzeit sorgte insbesondere die eingewechselte Lisa De Vanna für Wirbel vor dem Tor der Afrikanerinnen und erzielte in der 51. Minute das 3:1, nachdem Emily van Egmond drei Minuten zuvor das 2:1 erzielt hatte. Danach verwaltete Australien das Spiel, McCallum wurde ausgewechselt und das Spiel des WM-Neulings wurde „nigerianisch“. Kurz vor Schluss wurde es dann noch einmal spannend als Añonma wiederum Uzunlar den Ball abnahm und den 2:3-Anschlusstreffer erzielen konnte. Australien brachte dieses Ergebnis dann aber über die Zeit und konnte nun durch einen Sieg oder ein Remis gegen Ex-Weltmeister Norwegen noch das Viertelfinale erreichen.
Australien spielte bisher viermal gegen Norwegen (1 Remis, 3 Niederlagen). Tom Sermanni hatte seine Startelf wieder auf einigen Positionen verändert, u. a. stand die Spielführerin Melissa Barbieri wieder im Tor und auch Lisa De Vanna und Kyah Symon wieder in der Startelf. In der ersten Halbzeit fielen keine Tore auch wenn beide Mannschaften einige Chancen hatten. In der Halbzeitpause musste Norwegen die Torhüterin auswechseln, die sich in der 30. Minute den Fuß vertreten hatte. Weiterhin entwickelten sich zunächst auf beiden Seiten keine zwingenden Torchancen. Erst in der 56. Minute ging Norwegen durch Elise Thorsnes nach einem Abwehrfehler der Australierinnen mit 1:0 in Führung, aber postwendend konnte Kyah Simon zum 1:1 ausgleichen. Danach hatten beide Mannschaften Chancen das Spiel für sich zu entscheiden. Dies gelang dann Kyah Simon in der 87. Minute, die auch schon das 1:1 erzielt hatte. Damit ist Australien durch diesen ersten Sieg gegen Norwegen zum zweiten Mal für das Viertelfinale einer WM qualifiziert.
| Rang | Land             | Tore | Punkte |
| ---- | ---------------- | ---- | ------ |
| 1    | Brasilien        | 7:0  | 9      |
| 2    | Australien       | 5:4  | 6      |
| 3    | Norwegen         | 2:5  | 3      |
| 4    | Äquatorialguinea | 2:7  | 0      |

| Mittwoch, 29. Juni 2011, 18:15 Uhr in Mönchengladbach |   |                  |           |
| Brasilien                                             | – | Australien       | 1:0 (1:0) |
| Sonntag, 3. Juli 2011, 14:00 Uhr in Bochum            |   |                  |           |
| Australien                                            | – | Äquatorialguinea | 3:2 (1:1) |
| Mittwoch, 6. Juli 2011, 18:00 Uhr in Leverkusen       |   |                  |           |
| Australien                                            | – | Norwegen         | 2:1 (0:0) |

## Viertelfinale
Als Gruppenzweiter traf Australien im Viertelfinale am 10. Juli in Augsburg auf Schweden, den Gruppensieger der Gruppe C. Bisher gab es acht Spiele zwischen Australien und Schweden. Nur einmal konnte Australien direkt gewinnen, zwei Spiele endeten remis, wovon Australien eins im Elfmeterschießen gewann und fünfmal gewann Schweden, zuletzt im Viertelfinale der Olympischen Spiele von Athen.
Auch diesmal konnten sich die Schwedinnen durchsetzen. Bereits in der 11. Minute erzielte die schwedische Rekordnationalspielerin Therese Sjögran das 1:0, fünf Minuten später erzielte Lisa Dahlkvist ihr drittes WM-Tor. Die erstmals eingesetzte Ellyse Perry machte es in der 40. Minute wieder spannend als ihr der 1:2-Anschlusstreffer durch einen Schuss vom Strafraumeck in den Torwinkel gelang. Sieben Minuten nach dem Wechsel gelang Lotta Schelin, der Spielerin des Spiels der 3:1-Endstand. Sie erlief einen Rückpass von Kim Carroll und spielte auch noch Torhüterin Melissa Barbieri aus. Diese hatte dann in der 80. Minute Glück, als sie bei einer Flanke von links mit dem Bakk fast ins eigene Tor sprang, aber vom Pfosten noch kurz vor der Linie gestoppt wurde. Australien fehlten danach die Ideen um das Blatt noch einmal zu wenden.
Damit schied Australien wie 2007 im Viertelfinale aus.

## Auszeichnungen
- Elise Kellond-Knight wurde in das All-Star-Team gewählt und Caitlin Foord mit dem erstmals vergebenen „Hyundai Best Young Player Award“ für die beste Spielerin unter 20 Jahren ausgezeichnet.[10]
- Das Tor von Ellyse Perry gegen Schweden wurden für die Wahl zum besten Tor des Turniers nominiert.[11]